# نوسی واریکا (بخش)
نوسی واریکا (به لاتین: Nosy Varika) یک منطقهٔ مسکونی در ماداگاسکار است که در واتوواوی-فیتووینانی واقع شده‌است.